# ناریسکا (آریزونا)
ناریسکا (به انگلیسی: Nariska) یک منطقهٔ مسکونی در ایالات متحده آمریکا است که در آریزونا واقع شده‌است. ناریسکا ۵۹۵ متر بالاتر از سطح دریا واقع شده‌است.